# سوزان بانديتشي
سوزان بانديتشي (مواليد 1 يوليو 1998) هي لاعبة تنس محترفة سويسرية، أعلى تصنيف لها في الفردي كان ال164 في مارس 2022.

## روابط خارجية
- سوزان بانديتشي على موقع رابطة محترفات التنس (الإنجليزية)
- سوزان بانديتشي على موقع الاتحاد الدولي لكرة المضرب (الإنجليزية)
- سوزان بانديتشي على موقع خلاصة التنس.كوم (الإنجليزية)
- سوزان بانديتشي على موقع إي إس بي إن.كوم (الإنجليزية)